# Knurów
Knurów (germană Knurow; sileziană: Knurůw) este un oraș în Polonia.